# Эмиритон
Эмирито́н — один из первых в СССР электромузыкальных инструментов.

## Краткая характеристика
Первый эмиритон был разработан и построен в 1932–1935 годах А. В. Римским-Корсаковым совместно с А. А. Ивановым, В. Л. Крейцером и В. П. Дзержковичем в лаборатории струнных музыкальных инструментов НИИ музыкальной промышленности, организованном по инициативе академика Н. Н. Андреева. Название инструмента образовано из начальных букв слов «электрический музыкальный инструмент», фамилий Римского-Корсакова и Иванова, и слова «тон». Всего изготовлено 8 экземпляров (последние два — в 1947 и 1950 годах).
Эмиритон — одноголосный музыкальный инструмент. Имеет комбинированный гриф-клавиатуру фортепианного типа и диапазон более 6 октав (по другим сведениям — 8), при этом гриф позволяет получать звуки с точностью как минимум в полутон, а отдельная 17-клавишная клавиатура служит для выбора тембра. Во время исполнения возможно мгновенное переключение тембра, а ножной педалью регулируются тонкие нюансы громкости. Возможно изменение атаки звука.. Эмиритон выпускался в ламповом и транзисторном исполнении.
Музыку для эмиритона писали его изобретатель А. А. Иванов и исполнитель М. Лазарев. Инструмент получил положительные отзывы Б. В. Асафьева, Д. Д. Шостаковича, А. И. Климова и других музыкантов. В начале 1940 г. ансамбль музыкантов с четырьмя эмиритонами совершил гастрольную поездку по городам и индустриальным районам УССР, исполняя произведения И. С. Баха, Р. Шумана, С. В. Рахманинова, А. П. Бородина, Н. А. Римского-Корсакого и И. О. Дунаевского.  Созданный в Ленинграде ансамбль должен был иметь в своём составе десять инструментов.  .